# Liste der Kulturdenkmäler in Frankfurt-Ginnheim
In der Liste der Kulturdenkmäler in Frankfurt-Ginnheim sind alle Kulturdenkmäler im Sinne des Hessischen Denkmalschutzgesetzes in Frankfurt-Ginnheim, einem Stadtteil von Frankfurt am Main aufgelistet.
Grundlage ist die Denkmaltopographie aus dem Jahre 1994, die zuletzt 2000 durch einen Nachtragsband ergänzt wurde.

## Kulturdenkmäler in Ginnheim
| Bild                         | Bezeichnung                          | Lage                                                                               | Beschreibung | Bauzeit         | Daten |
| ---------------------------- | ------------------------------------ | ---------------------------------------------------------------------------------- | --- | --------------- | ----- |
| Evangelische Bethlehemkirche | Evangelische Bethlehemkirche         | Alt Ginnheim 1 Lage                                                                | Barocke Saalkirche | 1699/1700       |       |
| Heiligenstock                | Heiligenstock                        | Am Hochwehr vor 11 Lage                                                            | Barocker Heiligenstock mit Inschrift | 18. Jahrhundert |       |
| weitere Bilder               | Siedlung Höhenblick (Ginheimer Hang) | Fuchshohl 31-57, 32-52, 61-73; Kurhessenstraße 123-134; Höhenblick 2-50, 3-37 Lage | Die Siedlung Höhenblick wurde nach Plan von Ernst May durch die AG für kleine Wohnungen gebaut. Sie umfasst etwa 100 Einfamilienhäuser in Ziegelbauweise mit betonten Kopfbauten. Architekten waren Ernst May, Carl-Hermann Rudloff, die gärtnerische Gestaltung mit Dachterrassen und Gartenparzellen verantwortete Max Bromme. | 1926/27         |       |
| Villa Elsaesser              | Villa Elsaesser                      | Höhenblick 37 Lage                                                                 | Wohnhaus von Martin Elsaesser, eigener Entwurf, kubischer Klinkerflachdachbau. Garten von L. Migge gestaltet. | 1925/26         |       |
| Villa May                    | Villa May                            | Ludwig-Tieck-Straße 11 Lage                                                        | Privathaus von Ernst May nach eigenem Plan, kubischer Flachdachbau mit Dachterrasse und großem versenkbarem Fenster, vorbildlicher Bau des Neuen Frankfurt. | 1925            |       |
| weitere Bilder               | Fachwerkhaus                         | Woogstraße 43 Lage                                                                 | Gutshof mit charakteristischem Torbau an der Hofeinfahrt. | 1601            |       |